# Bibersfeld
Bibersfeld ist ein Stadtteil von Schwäbisch Hall im gleichnamigen Landkreis im Nordosten Baden-Württembergs.

## Lage
Die früher selbstständige Gemeinde Bibersfeld liegt an der Bibers im sogenannten Rosengarten, einer Landschaft beidseits des kleinen Flusses im Südwesten von Schwäbisch Hall.

## Geschichte
Das Rittergut gehörte einst der Familie von Morstein und war ehemals limpurgisch. Ab dem 16. Jahrhundert war es hällisch und unterstand dem Amt Rosengarten im Landterritorium der Reichsstadt Hall.
Die Bibersfelder Kirche „St. Margaretha“ war bis 1350 eine Filialkirche von Westheim. Herr von Neuenstein ist Stifter (1350). Die Einweihung der neuen Pfarrkirche erfolgte im Jahr 1407. Im Jahr 1869 wurde ein Neubau eingeweiht, wobei der mittelalterliche Ostturm integriert wurde.
Abgegangene Bauwerke sind eine Burg, deren „Burggraben“ 1415 belegt ist. Ebenfalls belegt ist eine Kapelle zur „Hl. Agatha“ mit Bruderhaus.
Nach Auflösung der Reichsstadt und Übernahme der Haller Landgebiete durch Württemberg 1802 gehörte die Gemeinde zum neu gegründeten württembergischen Oberamt Hall, aus dem 1934 der Kreis Hall und 1941 der Landkreis Schwäbisch Hall hervorging.
Anlässlich der Gemeindereform wurde die Gemeinde schließlich am 1. Juni 1972 in die Stadt Schwäbisch Hall eingemeindet.
Zur Gemeinde Bibersfeld gehörten auch:
- Weiler Hagenbach (Hagenbuch): Ein Ortsadel ist dort im 13. Jahrhundert belegt. Es war ein Zweig der Familie Schultheiß aus Schwäbisch Hall. Der Burgplatz ist unbekannt.
- Weiler Starkholzbach: Dort befindet sich eine abgegangene Burg der Herren von Starkelsbach (1386).
- Weiler Hohenholz
- Sittenhardt
- Wielandsweiler